# Paris Hilton
Paris Whitney Hilton (født 17. februar 1981) er en berømt amerikansk entreprenør og arving til Hilton Hotel-formuen og sin fars ejendomme. Hun har imidlertid selv tjent en formue som influencer, designer og dj. Sammen med Nicole Richie deltog hun i reality tv-serien The Simple Life fra 2003 til 2007. 
Paris Hilton blev som 19-20-årig udsat for hævnporno, da hendes ekskæreste Rick Salomon frigav en video fra 2001 af de to sammen, senere udgivet som 1 Night in Paris.  

## Liv og karriere
Paris Hilton er opvokset i en suite på hotel Waldorf Astoria i New York, i familiens hjem i The Hamptons og i Beverly Hills.
Paris Hilton har gjort sig meget bemærket i pressen i sit valg af venner og uvenner. Hun havde været bedsteveninder med Nicole Richie siden de var 3 år gamle. I 2005 knækkede filmen og de to blev uvenner. De gjorde meget ud af at holde det en hemmelighed, hvad deres uvenskab kom af, men mange rygter sagde ting som, at Nicole var jaloux og at hun til en fest for sine venner havde vist videoen med hævnporno. Paris og Nicole blev venner igen i 2007. I mellemtiden begyndte Paris at finde andre festvenner, bl.a. Britney Spears. Deres venskab varede ikke mere end 3 måneder, men de fik utrolig mange overskrifter.
Paris' arbejder består i at blande sig i en stor del af mediebranchen.
Hendes parfumer, Paris Hilton, Just Me, Heiress og den nyeste Can Can har været store hit. Hun sælger sin egen smykkelinje på hjemmesiden amazon.com og hun har været med i et utal af film bl.a. The Hottie And The Nottie (2008) som handler om en smuk kvinde, som skal finde en date til sin mindre kønne veninde. Hendes album, Paris, udkom i 2006 og indeholdt singlerne "Stars Are Blind" & "Nothing In This World" rimelig store hit. 
Den 5. maj 2007 blev hun idømt 45 dages fængsel for at køre bil, selvom hendes kørekort allerede var blevet fradømt hende, en pseudonyhed der løb hele verden rundt. Hun nåede dog kun at være i fængsel i 22 dage, før hun blev benådet. Mange fans brugte tid på at få Paris benådet og store underskriftsindsamlinger fandt sted i staten Californien.
Paris Hilton blev kendt med serien The Simple Life, der har været vist på TV3. Medvirkende i serien var Paris Hilton selv og bedsteveninden Nicole Richie. Som titlen antyder, handlede det om at pigerne kom væk fra deres glamourøse liv og oplevede et almindeligt liv rundt i USA. Pigerne blev kendt for deres skrigeri og useriøsitet. De 3 første sæsoner blev sendt på den amerikanske kanal, FOX og derefter fortsatte konceptet på kanalen E!, hvor 4 og 5 sæson blev vist. I øjeblikket snakkes der om at lave en 6. sæson.
Den 4. august 2008 var Paris Hilton på sit første besøg i Danmark, for at gøre reklame for sin nye taskekollektion
Paris medvirker i det danske Paradise Hotel sæson 9, som havde premiere 14. januar 2013 på TV3.
Paris Hilton spillede også med i tv-serien Supernatural, episode 2 sæson 5. Episoden hed "Fallen idols", og gjorde grin med den moderne verdens besættelse af berømtheder.

## Privatliv
Paris Hilton har dannet par med Nick fra Backstreet Boys og har bl.a. været forlovet med både modellen Jason Shaw, grækeren Paris Latsis og Benji Madden.[kilde mangler]